# Axinella cylindratus
Axinella cylindratus är en svampdjursart som beskrevs av Kazuo Hoshino 1981. Axinella cylindratus ingår i släktet Axinella och familjen Axinellidae.
Artens utbredningsområde är havet kring Japan. Inga underarter finns listade i Catalogue of Life.